# 泰普洛達爾
46°30′13″N 30°19′28″E / 46.50361°N 30.32444°E
泰普洛達爾（羅馬化：Teplodar）是位於烏克蘭西南部的城市，由敖德薩州敖德萨区的泰普洛達爾市鎮負責管轄，並為該市鎮的行政中心。該市始建於1982年5月15日，面積3平方公里，海拔高度37米，2011年人口10,081。

## 畫廊

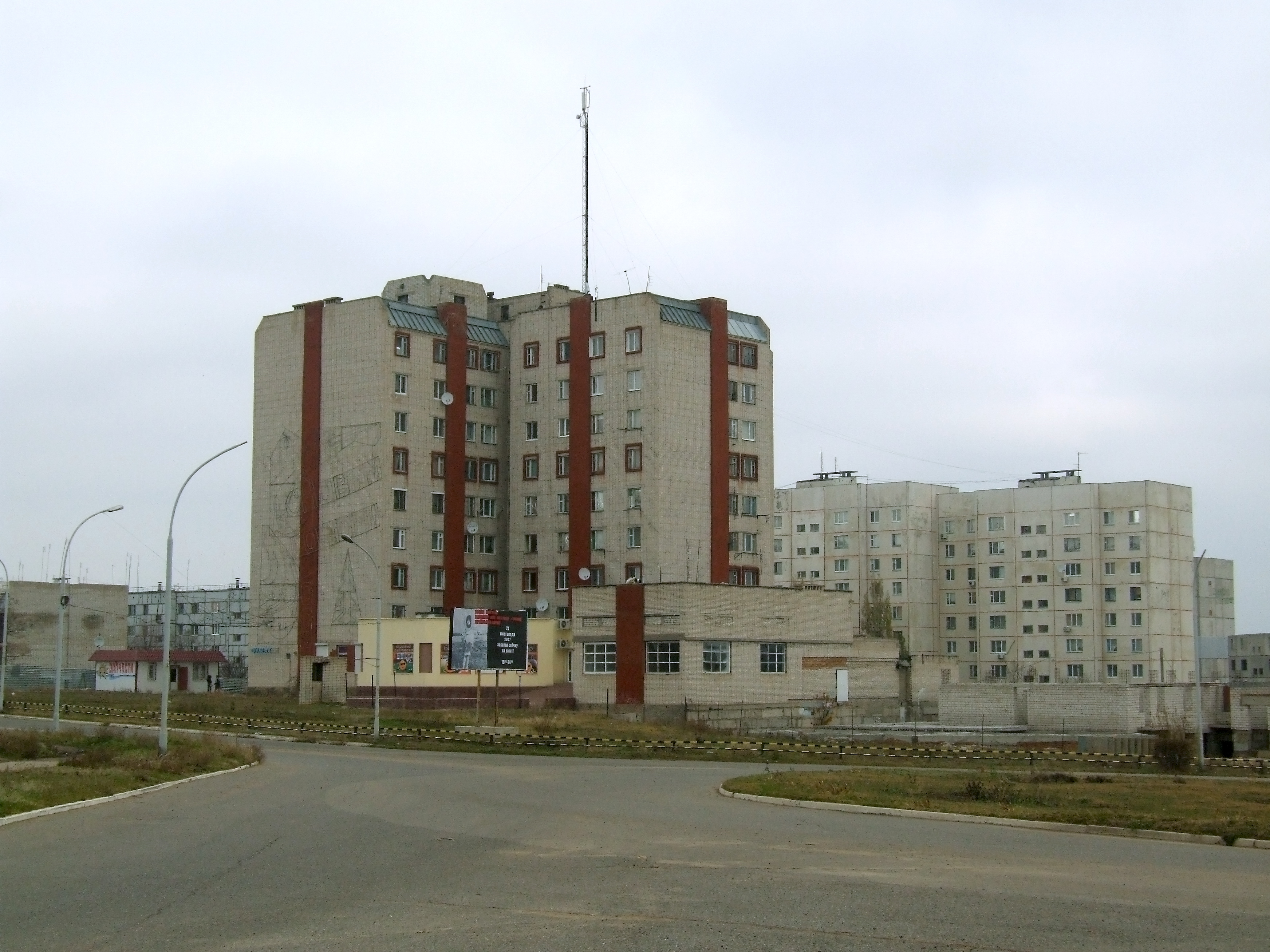
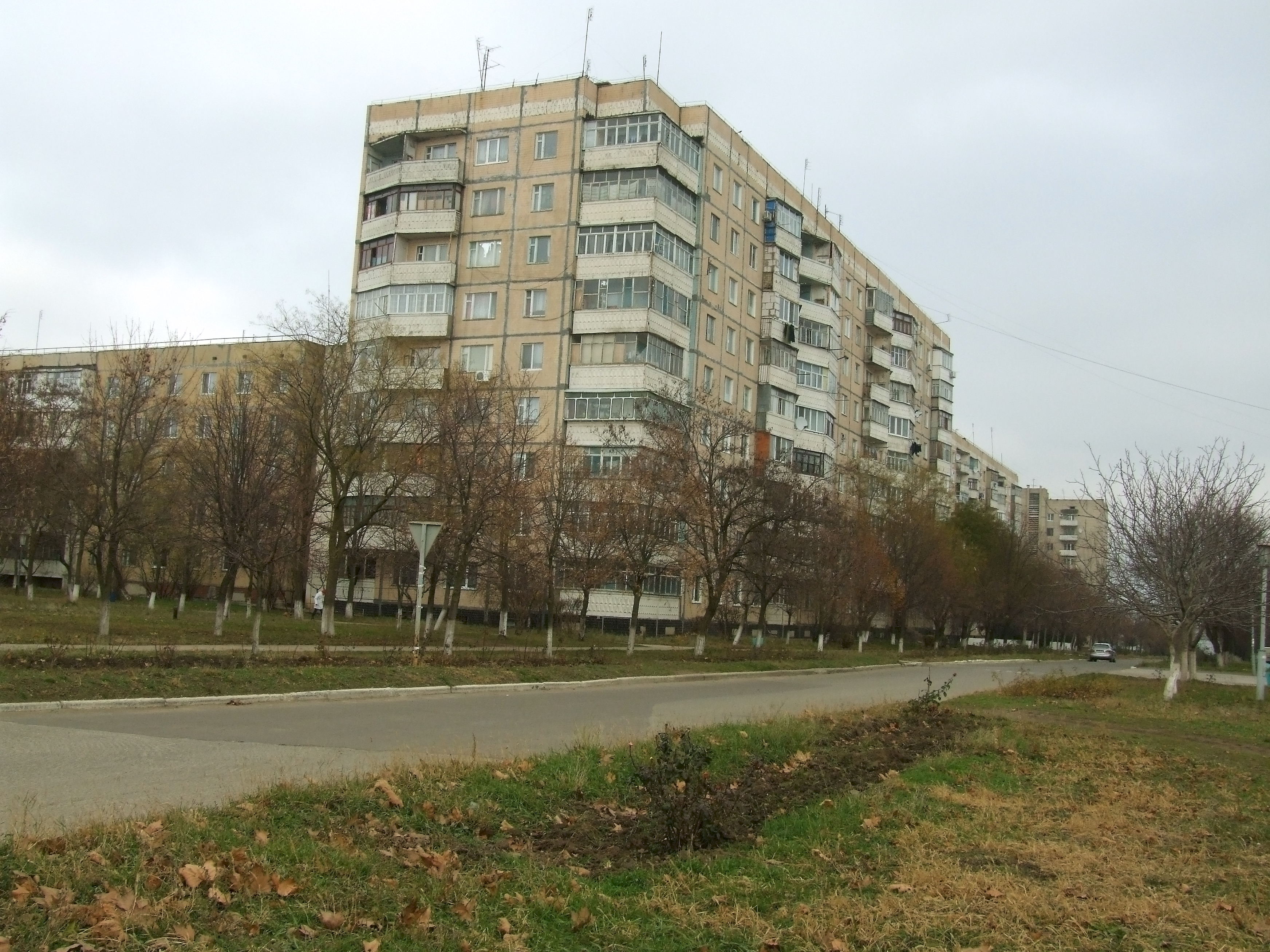
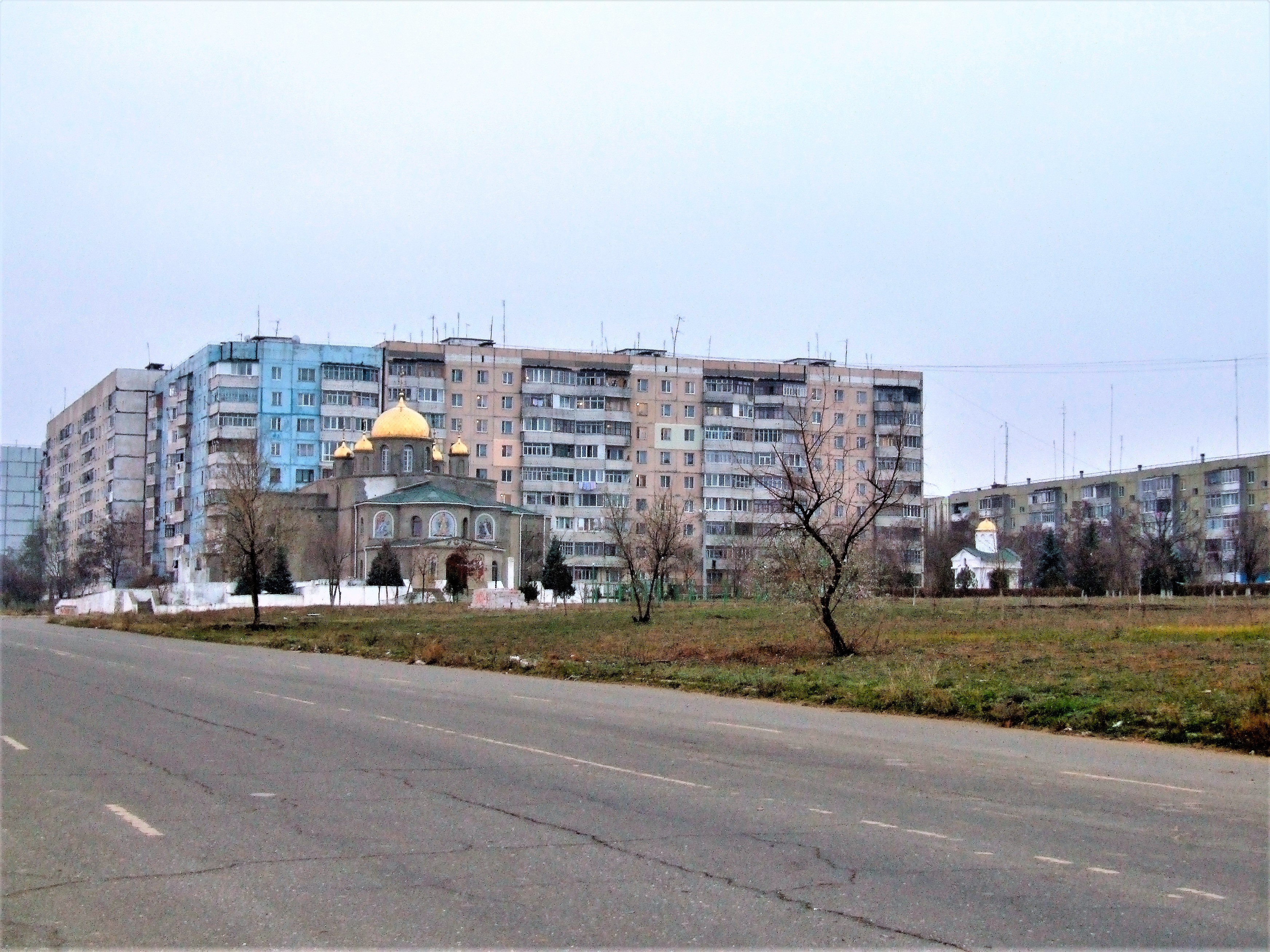
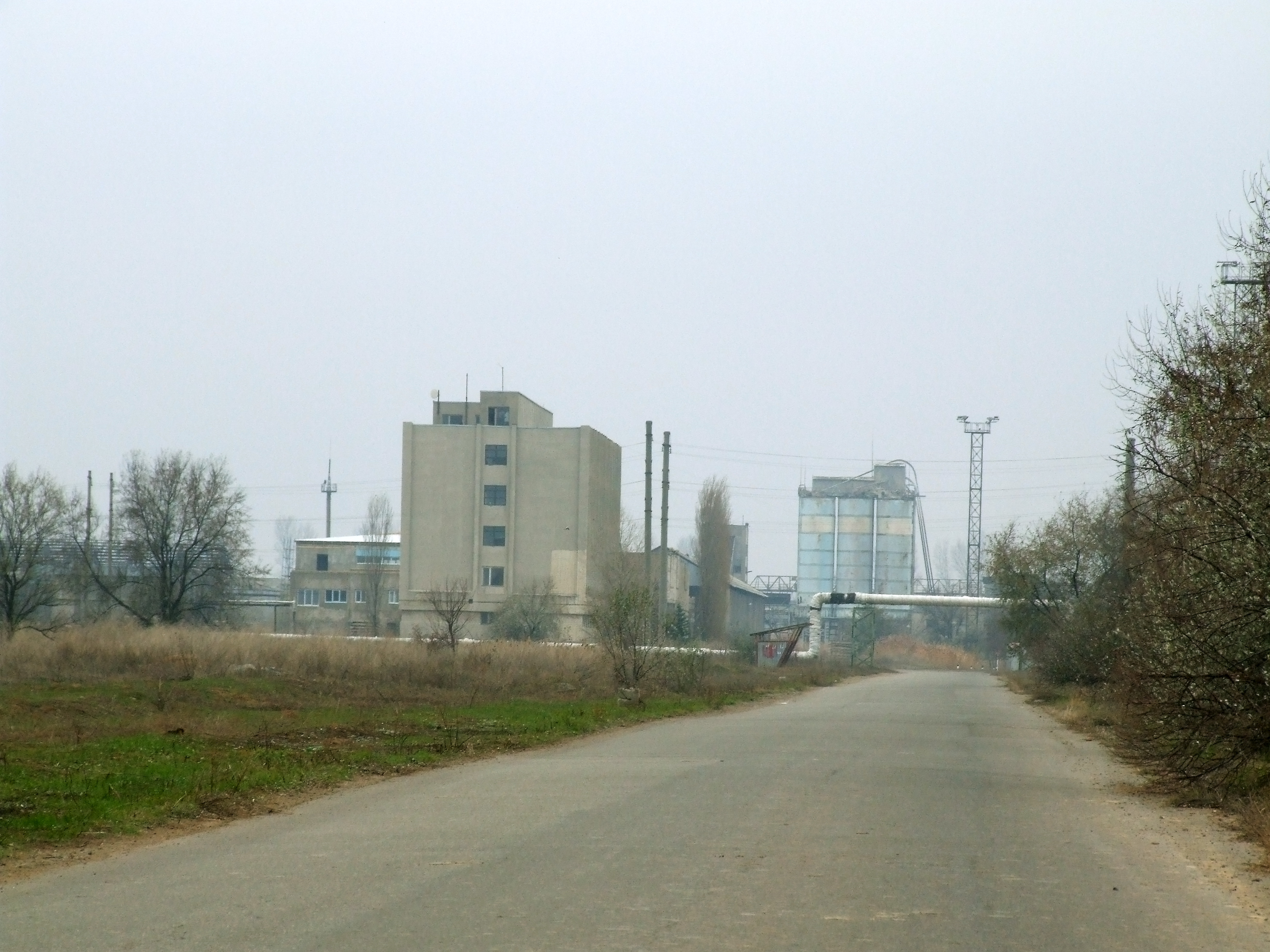